# United States Air Force Academy
La United States Air Force Academy (nota pure come USAFA, Air Force Academy, o the Academy), è un'accademia militare per aspiranti ufficiali della United States Air Force. Il suo campus si trova negli Stati Uniti occidentali (Colorado), poco più a nord di Colorado Springs nella Contea di El Paso.
La missione dichiarata dell'Academy è "educare, addestrare, ed ispirare uomini e donne a divenire capi di carattere, motivati a guidare la United States Air Force a servizio della nostra nazione." È la più giovane delle cinque accademie delle forze armate statunitensi, avendo diplomato il suo primo corso nel 1959, anche se è la terza come anzianità convenzionale. I diplomati del programma quadriennale dell'Academy ricevono il titolo di Bachelor of Science, e sono nominati Second Lieutenant della U.S. Air Force. L'Academy è anche una delle principali attrazioni turistiche del Colorado, richiamando circa un milione di visitatori l'anno.
L'ammissione è estremamente selettiva, con candidature divise equamente tra i distretti del Congresso. I corsi d'ingresso recenti avevano avuto circa 1 200 cadetti; storicamente, poco meno di 1 000 di loro si diplomeranno. Rette, vitto e alloggio sono pagati dall'Air Force. I cadetti ricevono uno stipendio mensile, ma sono vincolati a prestare alcuni anni di servizio militare dopo il diploma.
Il programma dell'Academy è guidato dai valori fondanti dell'Air Force: "Integrity First, Service Before Self, and Excellence in All We Do" ("Integrità prima di tutto, Servizio prima di sé, ed Eccellenza in tutto quel che facciamo"), e basato sui "quattro pilastri di eccellenza": addestramento militare, formazione culturale, attività sportiva e sviluppo del carattere. Oltre a un regime di addestramento militare rigoroso, i cadetti seguono un ampio corso accademico con un vasto curriculum essenziale in ingegneria, discipline umanistiche, scienze sociali, scienze di base, studi militari ed educazione fisica. Tutti i cadetti partecipano a competizioni sportive interne o interuniversitarie; un curriculum completo di sviluppo del carattere e di leadership conferisce poi ai cadetti una base per il loro futuro ruolo di ufficiali. Ciascuna componente del programma è volta ad imprimere nei cadetti le capacità e la conoscenza che saranno loro necessarie per aver successo come ufficiali.

## Storia

### Fondazione
Prima che l'Academy fosse istituita, i fautori dell'aeronautica avevano insistito per decenni per ottenere un'accademia indipendente per la forza aerea. Già nel 1918 il tenente colonnello A.J. Hanlon scriveva: "Come l'accademia militare e quella navale sono la spina dorsale di esercito e marina, così pure l'accademia aeronautica dev'essere la spina dorsale dell'aviazione. Nessuna forza armata può prosperare senza una qualche istituzione per inculcare nei suoi ufficiali in fase di formazione l'amore del paese, un giusto senso del dovere, e il più alto rispetto per l'onore." Anche altre autorità espressero sentimenti simili. Nel 1919 il parlamentare Charles F. Curry propose una norma istitutiva dell'accademia, ma considerazioni di spesa, programmi didattici e ubicazione la fecero respingere. Nel 1925 il pioniere dell'aeronautica generale Billy Mitchell dichiarò a Capitol Hill che era necessario "avere un'accademia aeronautica per formare una base per la spina dorsale permanente della nostra arma aeronautica e impegnarsi nella … parte organizzativa della medesima, proprio come West Point fa per l'esercito, o Annapolis per la marina." Le argomentazioni di Mitchell non fecero presa sui parlamentari, e si dovette aspettare la fine degli anni 1940 perché iniziasse a prendere consistenza il concetto di United States Air Force Academy.
Il consenso verso un'accademia aeronautica s'intensificò con il National Security Act del 1947, che dispose la creazione di una forza aerea indipendente tra le forze armate statunitensi. Come misura iniziale, il Segretario all'aeronautica W. Stuart Symington stipulò un accordo con cui fino ad un quarto dei diplomati di West Point e Annapolis avrebbero potuto offrirsi volontari per essere nominati ufficiali nella nuova Air Force. Ciò era inteso solo come rimedio temporaneo, tuttavia, e i dissapori tra le varie forze armate indussero presto il Segretario della difesa James Forrestal a creare un Service Academy Board. Tale organo nel gennaio 1950, sotto la guida di Dwight D. Eisenhower, in quel momento presidente della Columbia University, decise che le necessità dell'Air Force non potevano essere soddisfatte dalle due preesistenti accademie militari e che si dovesse istituire un'accademia aeronautica.
Seguendo la raccomandazione del Board ("consiglio"), il Congresso nel 1954 approvò una norma volta a far iniziare la costruzione dell'Air Force Academy, e il presidente Eisenhower la promulgò il 1 aprile di quell'anno.
La norma incaricò una commissione consultiva di determinare il sito della nuova scuola. Tra i membri dell'organismo c'erano Charles Lindbergh, il generale Carl Spaatz, e il tenente generale Hubert R. Harmon, che in seguito sarebbe diventato il primo sovrintendente dell'Academy. Dei 582 siti inizialmente considerati rimasero tre opzioni finali: Alton (Illinois); Lake Geneva (Wisconsin); e infine Colorado Springs (Colorado). Il Segretario all'aeronautica Harold E. Talbott annunciò il sito vincitore il 24 giugno 1954. Nel frattempo, l'Air Training Command (ATC) iniziò a sviluppare un curriculum dettagliato per il programma dell'Academy.

### Primi anni

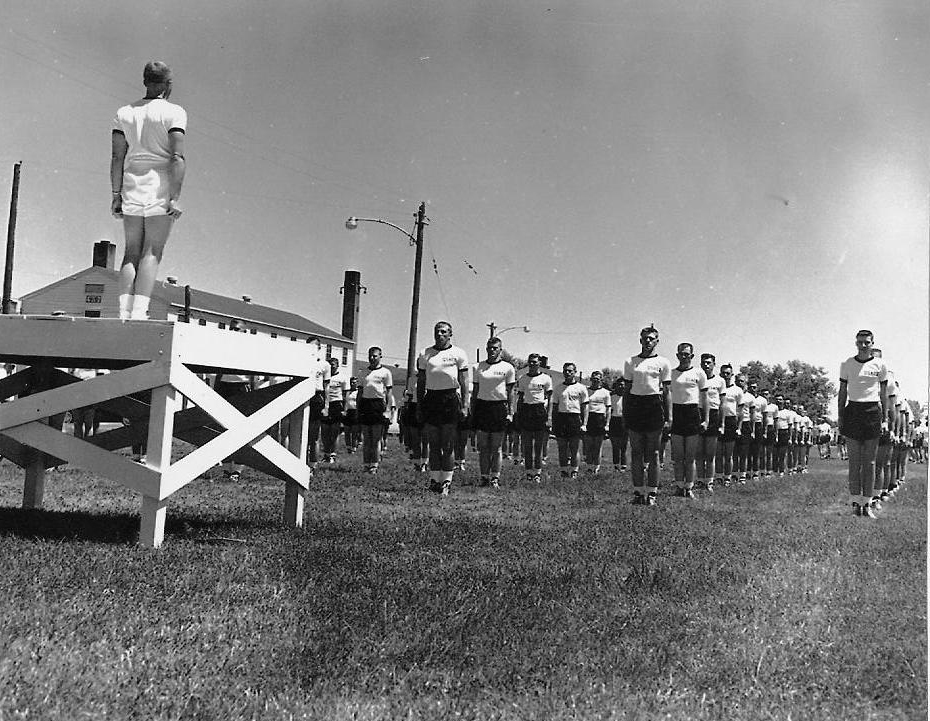
Cadetti del primo corso USAFA inquadrati per addestramento fisico a Lowry AFB nel 1955.

Inizialmente la dirigenza dell'Air Force Academy prese a modello West Point e Annapolis nel progettare in modo idoneo il percorso di studi, l'organizzazione didattica e la relativa logistica. Quando iniziò il primo corso l'Academy non aveva ancora completato la sua struttura definitiva, perciò i 308 cadetti del corso del 1959 prestarono giuramento in un sito provvisorio presso la Lowry Air Force Base di Denver l'11 luglio 1955. A Lowry erano alloggiati in una caserma della Seconda guerra mondiale ristrutturata. Non essendoci ancora un corso di cadetti più anziani, l'Air Force nominò un quadro di "Air Training Officer" (ATO) per guidare l'addestramento. Si trattava di giovani ufficiali, in gran parte diplomati di West Point, Annapolis, Virginia Military Institute e di "The Citadel"  (il college militare della Carolina del Sud). Essi sostituirono i cadetti anziani finché negli anni successivi non sarebbero stati presenti allievi di corsi più anziani. La cerimonia di inaugurazione dell'Academy ebbe luogo in quella prima giornata e fu trasmessa dal vivo sulla televisione nazionale, con la telecronaca di Walter Cronkite. Arnold W. Braswell, nato a Minden (Louisiana), fu il comandante delle quattro squadriglie originarie all'accademia dal 1955 al 1958.
Per creare un'uniforme che distinguesse i cadetti, l'Air Force ricorse a Hollywood. Il famoso regista Cecil B. DeMille disegnò l'uniforme da parata dei cadetti; è utilizzata ancor oggi.
Il corso del 1959 fondò molte tradizioni che sono tuttora osservate. Il primo corso adottò il Cadet Honor Code, e scelse il falco quale mascotte dell'Academy. Il 29 agosto 1958 lo stormo di 1 145 cadetti si trasferì nell'attuale sede presso Colorado Springs e meno di un anno dopo l'Academy ricevette l'accreditamento. Il primo corso UNAFA fu diplomato (con relative nomine ad ufficiali) il 3 giugno 1959.

### Vietnam
La Guerra del Vietnam è stata il primo conflitto in cui combatterono e morirono diplomati dell'Academy. Per tale motivo ebbe un profondo effetto nello sviluppo del carattere dell'Academy. La necessità di un maggior numero di piloti, fece incrementare significativamente le ammissioni all'Academy. Il numero di cadetti che conseguirono il diploma passò dai 217 del 1961 ai 745 del 1970.
Le strutture dell'Academy si espansero di conseguenza e l'addestramento fu modificato per soddisfare le esigenze dell'Air Force in tempo di guerra. Fu aggiunto il campo di addestramento Jacks Valley, fu ampliato il programma Survival, Evasion, Resistance and Escape (SERE) e nel 1968 iniziò l'addestramento con aerei leggeri.

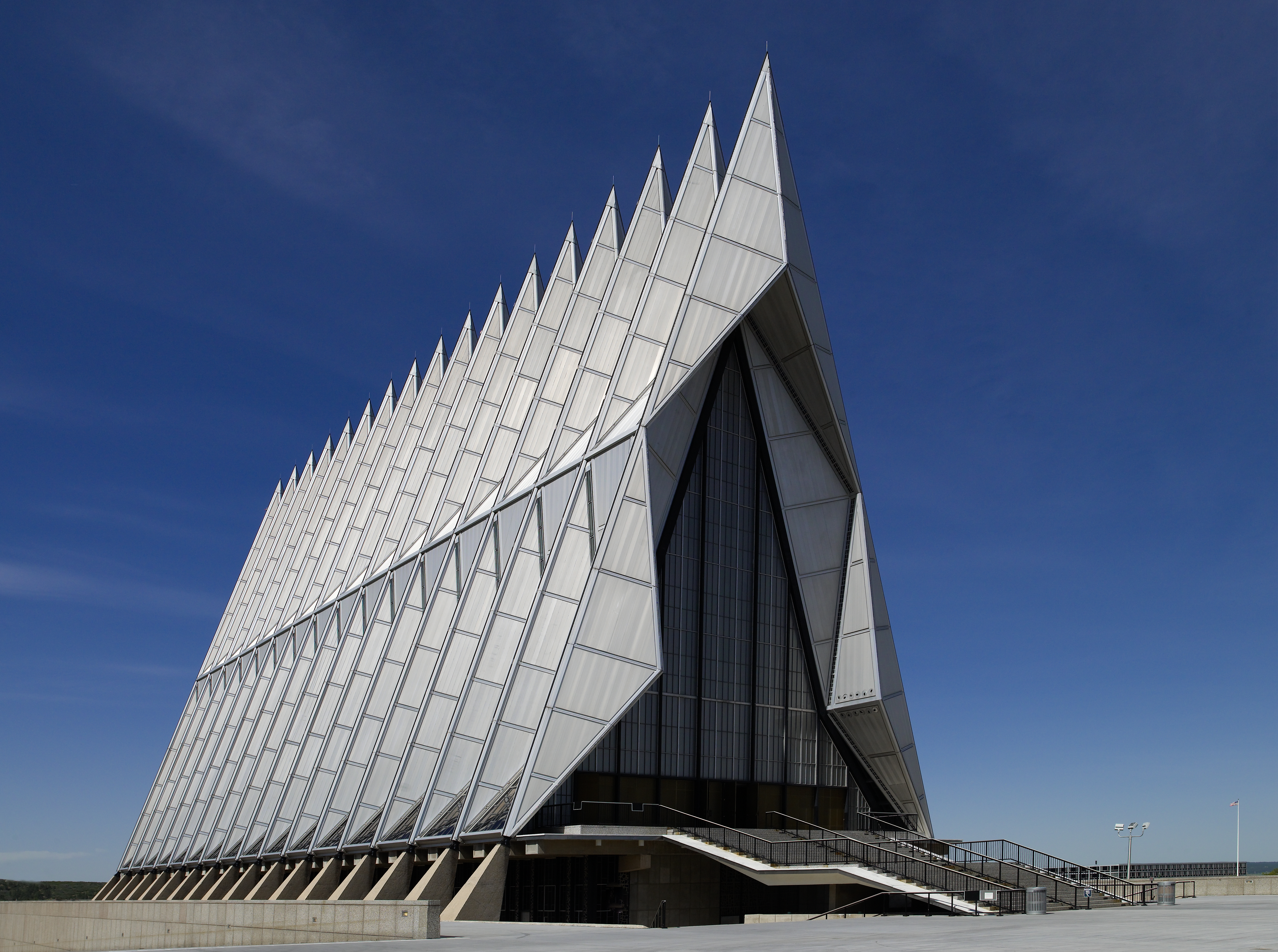
Air Force Academy Chapel, Colorado Springs (Colorado)

Molti diplomati all'Academy di quel periodo parteciparono alla Guerra del Vietnam. Il pilota di F-4 Phantom II Steve Ritchie (corso '64) e il navigatore Jeffrey Feinstein '68 divennero assi per aver abbattuto cinque velivoli nemici in combattimento. Centoquarantuno diplomati morirono nel conflitto; trentadue diplomati divennero prigionieri di guerra. Lance Sijan, '65, ebbe la sventura di rientrare in entrambe le categorie e fu il primo diplomato all'Academy cui fu tributata la Medal of Honor per l'eroismo dimostrato mentre si sottrasse alla cattura e durante la successiva prigionia. Uno dei dormitori dei cadetti è stato intitolato Sijan Hall in suo onore.
Gli effetti del movimento contrario alla guerra si avvertirono anche all'Academy. Poiché gli spazi dell'Academy sono generalmente aperti al pubblico, l'Academy divenne un luogo per le proteste inscenate dai manifestanti anti-guerra. Alla Cadet Chapel le manifestazioni erano regolari, e spesso i cadetti venivano fatti segno di insulti da parte dei contestatori. Altri fattori incresciosi erano: la presenza nello stormo cadetti di cadetti motivati a frequentare l'Academy dalla speranza di evitare, sul piano pratico, la leva; una quantità di scandali riguardanti esami truccati, ampiamente pubblicizzati.
Il morale talvolta ne risentiva.

### Donne all'Academy
Uno degli eventi più significativi nella storia dell'Academy fu l'ammissione delle donne. Il 7 ottobre 1975 il presidente Gerald R. Ford firmò la legge che permetteva alle donne di entrare nelle accademie militari degli Stati Uniti. Il 26 giugno 1976, 157 donne entrarono all'Air Force Academy con il corso del 1980. Poiché non c'erano cadette di corsi più anziani, fu rievocato il modello Air Training Officer già usato nei primi anni dell'Academy, immettendo quindici giovani donne ufficiali per concorrere al processo di integrazione. Le cadette inizialmente erano separate dal resto dello stormo cadetti ma furono pienamente integrate nelle loro squadriglie di assegnazione dopo il primo semestre. Il 28 maggio 1980, 97 delle cadette originarie completarono il programma e furono diplomate dall'Academy — poco più del 10% del corso che si diplomava. Le donne hanno costituito poco più del 20% dei corsi più recenti, e il corso del 2016 ha avuto la quota più alta mai registrata in tutti i corsi, il 25%.
Molte donne dai primi corsi continuarono a raggiungere successi nello stormo cadetti e dopo il diploma. Malgrado i brillanti risultati, i problemi di integrazione furono evidenti per molto tempo. Le cadette hanno avuto di conseguenza percentuali di abbandono più alte dei maschi ed hanno lasciato l'Air Force in quantità maggiori che gli uomini.

## Campus e strutture

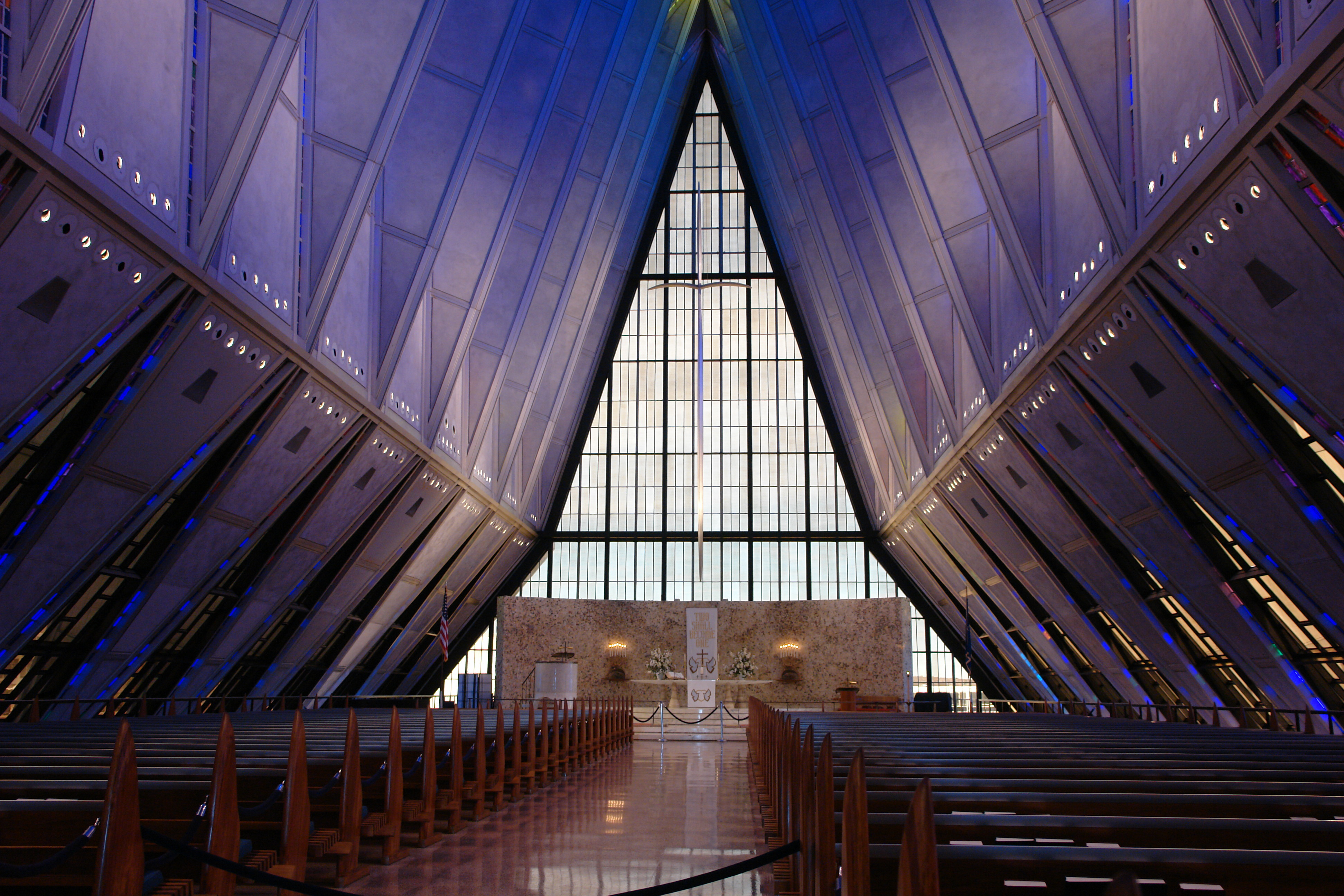
Interno della Cadet Chapel

Le proposte iniziali per la sede dell'Air Force Academy riguardavano Prescott (Arizona); Linn (Wisconsin); Alton  (Illinois) e Colorado Springs. La commissione selezionatrice ridusse la lista ad Alton, Linn e Colorado Springs. La scelta finale cadde su Colorado Springs.
Il campus dell'Academy si estende per 75 km² sul lato est del Rampart Range delle Montagne Rocciose, poco più a nord di Colorado Springs. La sua elevazione è normalmente indicata in 2 212 m sul livello del mare, che è alla zona cadetti. L'Academy fu progettata da Skidmore, Owings and Merrill (SOM) e dal capo architetto Walter Netsch. Il partner di SOM John O. Merrill si trasferì da Chicago a un ufficio di cantiere a Colorado Springs per coordinare la costruzione e fungere da portavoce del progetto.
L'aspetto più controverso dell'Air Force Academy progettata da SOM fu la cappella. Fu concepita dall'architetto Walter Netsch di SOM, che ad un certo punto stava per abbandonare il progetto; ma la struttura a fisarmonica è riconosciuta come un'immagine simbolo del campus universitario.

### LaCadet Area
Gai edifici della Cadet Area furono progettati con un particolare stile modernista, e fanno ampio uso di alluminio per gli esterni delle costruzioni, ad imitazione della superficie esterna di aerei e astronavi. Il 1 aprile 2004, cinquant'anni dopo che il Congresso aveva autorizzato la costruzione dell'Academy, la Cadet Area di quest'ultima fu nominata National Historic Landmark.
Gli edifici principali della Cadet Area sono disposti attorno ad un grande padiglione quadrato conosciuto come the Terrazzo, e quello che balza subito all'occhio è la Cadet Chapel con le sue 17 guglie. Oggetto di polemiche quando fu costruita, oggi è considerata tra i più importanti esempi di architettura universitaria americana contemporanea. Tra le altre costruzioni di the Terrazzo, la Vandenberg Hall e la Sijan Hall, i due dormitori; Mitchell Hall, il refettorio dei cadetti; e la Fairchild Hall, il principale edificio universitario, che contiene aule universitarie, laboratori, strutture di ricerca, uffici di facoltà e la Robert F. McDermott Library (biblioteca).
L'Aeronautics Research Center (detto pure "Aero Lab") ospita numerose strutture di ricerca aeronautica, tra cui gallerie del vento transoniche, subsoniche, di bassa velocità e a cascata; cellule di prova di motori e razzi; e simulatori. La Consolidated Education and Training Facility (CETF) fu costruita nel 1997 come appendice alla Fairchild Hall. Contiene aule e laboratori ci chimica e biologia, ambulatori medici e odontoiatrici, e laboratori di ingegneria civile e astronautica. La Cadet Area include altresì un osservatorio e un planetario per uso accademico e per addestramento alla navigazione.
Il centro sociale cadetti è la Arnold Hall, posta appena fuori della Cadet Area, che ospita un teatro da 3 000 posti, una sala da ballo, alcuni salotti, e strutture per ristorazione e svago per cadetti e visitatori. La Harmon Hall è il principale edificio amministrativo, che alloggia gli uffici del Sovrintendente e dei suoi collaboratori.
La Cadet Area contiene anche ampie strutture ad uso dei cadetti che partecipano a competizioni interuniversitarie, gare interne, cosi di educazione fisica e altre forme di allenamento fisico. In mezzo ad altri campi sportivi all'aperto sorgono il "Cadet Gymnasium" e la Cadet Fieldhouse. La Fieldhouse è la sede della Clune Arena, il campo da hockey su ghiaccio e una pista al coperto, che funge anche da struttura di esercizio al coperto per una quantità di altri sport. Il Falcon Stadium, posto al di fuori della Cadet Area, è il campo di football e il luogo in cui si svolgono le cerimonie di diploma.

### Esposizioni commemorative

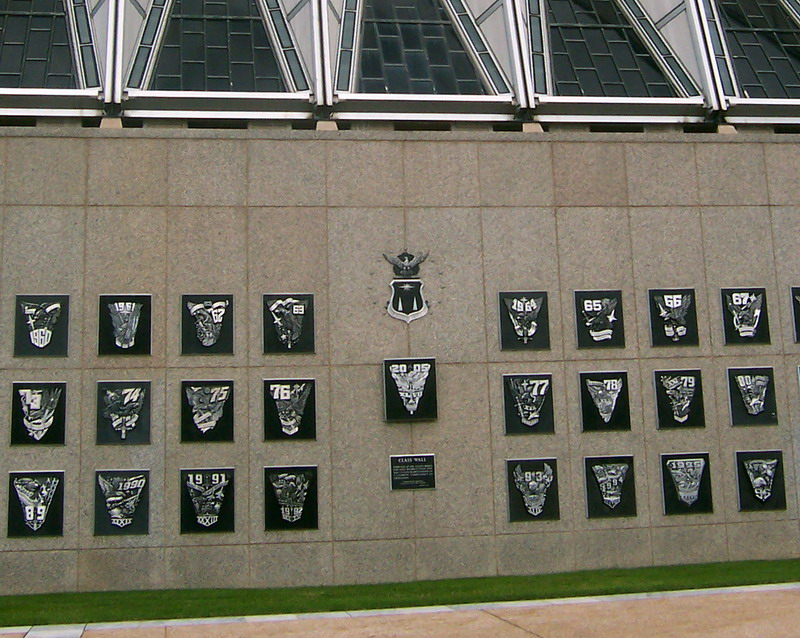
Il Class Wall si trova appena sotto la Cadet Chapel.

Molte esposizioni attorno alla Cadet Area ricordano eroi e pionieri dell'aria, e propongono dei modelli ai cadetti. Sul War Memorial, un muro di marmo nero collocato subito sotto l'asta di bandiera del Terrazzo, sono scolpiti i nomi dei diplomati all'Academy che sono stati uccisi in combattimento. Sull'"Honor Wall", di fronte al Terrazzo, è inciso il Cadet Honor Code: "Non mentiremo, imbroglieremo, o ruberemo, né tollereremo che alcuno tra noi lo faccia." Appena sotto la Cadet Chapel, il Class Wall riporta gli stemmi di ognuno dei corsi che hanno conseguito il diploma. Lo stemma dell'attuale corso (anziano) è esposto nella posizione centrale. Un altro oggetto spesso usato come simbolo dell'Academy, la ‘‘Eagle and Fledglings Statue’’ (Statua dell'aquila con gli aquilotti), fu donata all'Academy nel 1958 dal personale dell'Air Training Command. Contiene la massima di Austin Dusty Miller: Man's flight through life is sustained by the power of his knowledge ("Il volo dell'uomo attraverso la vita è sostenuto dalla forza della sua conoscenza"). Negli ambienti dell'Academy sono stati anche collocati in esposizione alcuni modelli di aerei o di mezzi spaziali: un F-4, un F-15, un F-16 e un F-105 sul "Terrazzo"; un B-52 vicino al North Gate; un T-38 e un A-10 al campo di aviazione; un F-100 presso la scuola di preparazione; un corpo portante Martin Marietta X-24 presso il laboratorio aeronautico; e un missile Minuteman III di fronte alla Fieldhouse. Il Minuteman III fu tolto nell'agosto 2008 a causa di ruggine ed altri danni interni.
La "Core Values Ramp" (già nota come "Bring Me Men Ramp") scende dal livello principale del Terrazzo verso la piazza d'armi. Nel giorno del loro ingresso, i nuovi cadetti arrivano alla base della rampa e iniziano il loro ingresso nella vita militare e dell'Academy salendo la rampa verso il Terrazzo. Dal 1964 al 2004 il portale alla base della rampa aveva un'iscrizione con le parole Bring me men… ("Portatemi uomini…") tratte dalla poesia "The Coming American," di Samuel Walter Foss. Con una mossa controversa a seguito dello scandalo degli abusi sessuali del 2003, le parole Bring me men… furono tolte e sostituite con i valori fondanti dell'Academy (in seguito adottati come propri dalla stessa Air Force): Integrity first, service before self, and excellence in all we do ("Integrità prima di tutto, Servizio prima di sé, ed Eccellenza in tutto quel che facciamo").

### Air Academy High School
Con un'affluenza di oltre 1 300 iscritti, l'Air Academy High School è l'unica high school degli Stati Uniti incorporata in un'accademia militare. Fa parte dell'Academy School District 20 (D20), e la sua marching band si piazza regolarmente tra le prime dieci nei campionati statali. Il D20 gestisce anche una elementary school nel complesso dell'accademia.

### Altri luoghi nel campus

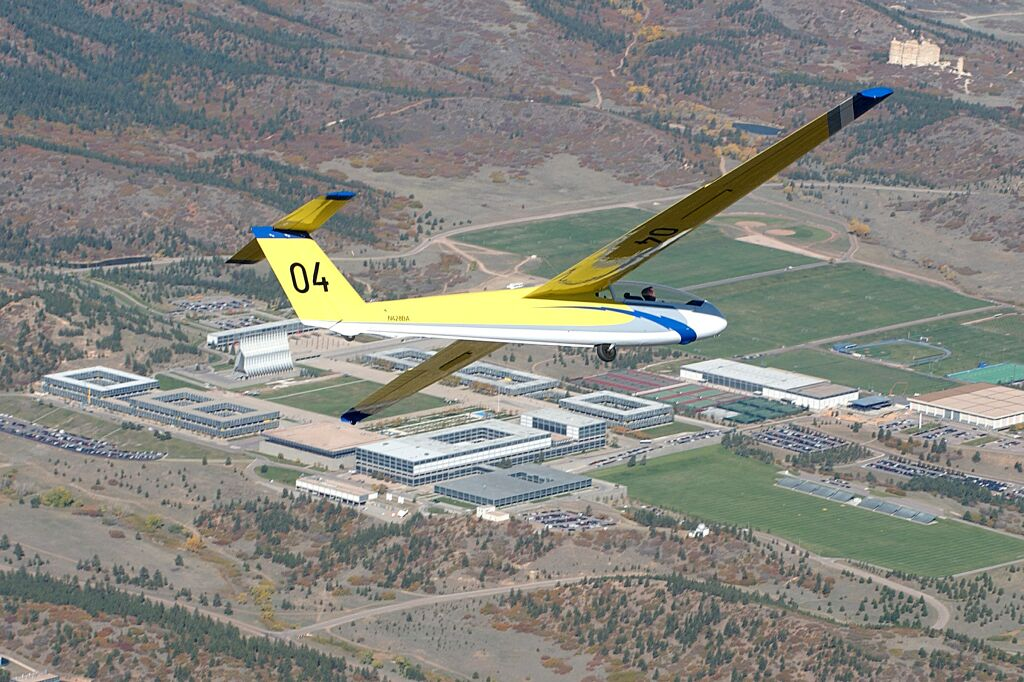
I cadetti possono pilotare alianti nel quadro dell'addestramento.

Altri luoghi del campus svolgono un ruolo di supporto per l'addestramento dei cadetti ed altre funzioni basilari.
Doolittle Hall è il quartier generale dell'associazione diplomati dell'Academy e inoltre funge da iniziale punto di accoglienza per i nuovi cadetti che arrivano per il Basic Cadet Training. Si chiama così in onore del generale Jimmy Doolittle. Il Goldwater Visitor Center, a sua volta dedicato alla memoria del senatore degli Stati Uniti e fautore di lungo corso dell'Academy Barry Goldwater, è il punto di contatto per famiglie, amici e turisti in visita al complesso dell'Academy. L'Academy Airfield è usato per addestrare i cadetti nei corsi aviatorii, che comprendono l'addestramento con il paracadute, il volo a vela e a motore. La sepoltura nell'’‘Academy Cemetery’‘ è limitata a cadetti e diplomati dell'Academy, certi alti ufficiali, certi membri della direzione dell'Academy, e certi altri membri della famiglia. I notabili dell'aviazione Carl Spaatz, Curtis E. LeMay e Robin Olds, sono sepolti qui.
La United States Air Force Academy Preparatory School (solitamente chiamata "Prep School") è un programma offerto a selezionate persone che non siano riuscite ad ottenere l'ammissione diretta all'Academy. Il programma prevede un'intensa preparazione culturale (specie in inglese, matematica e scienze), oltre ad addestramento sportivo e militare, volto a preparare gli allievi all'ammissione all'Academy. Un'alta percentuale di allievi USAFA Preparatory School (noti come "Preppies") ottengono l'ammissione all'Academy dopo aver frequentato un anno di Prep School.

## L'Honor Codee l'educazione del carattere

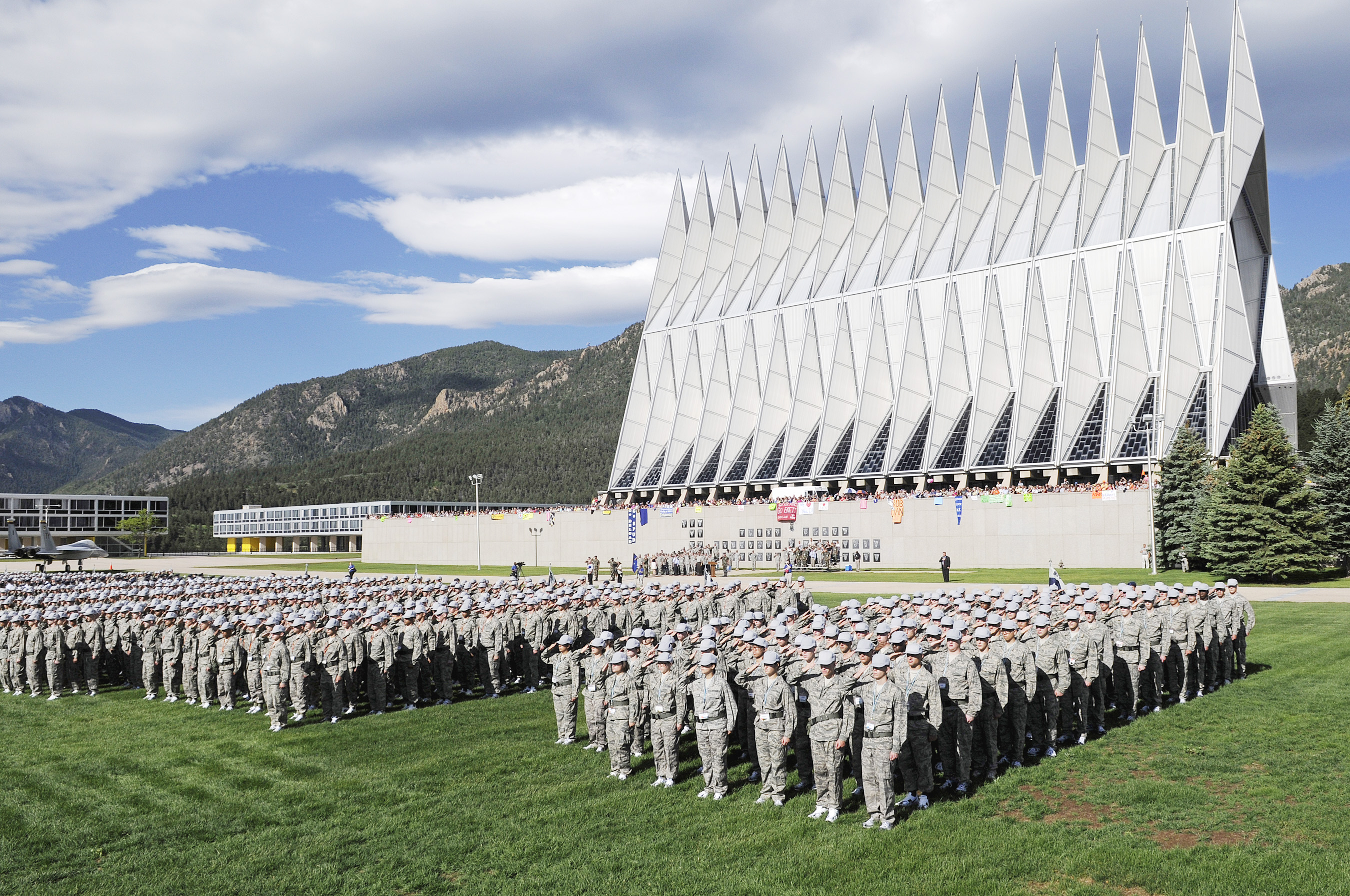
Più di 1300 neo-cadetti salutano militarmente in formazione di Oath of Office ("giuramento") il 26 giugno 2009. Sullo sfondo la Cadet Chapel.

Il Cadet Honor Code ("Codice d'onore dei cadetti") è la pietra miliare dell'addestramento professionale e dello sviluppo di un cadetto — il livello minimo di condotta etica che i cadetti si aspettano da sé stessi e dai loro pari. L'Honor Code fu sviluppato e adottato dal corso del 1959, il primo a diplomarsi dall'Academy, ed è stato tramandato a ogni successivo corso.
È un codice semplice:

Non mentiremo, imbroglieremo, o ruberemo, né tollereremo che alcuno tra noi lo faccia.

Nel 1984 lo stormo cadetti approvò l'aggiunta di un Honor Oath ("giuramento d'onore") che tutti i cadetti avrebbero dovuto prestare. Il giuramento è deferito ai cadetti del quarto corso (matricole) nel momento in cui sono formalmente accettati nello stormo a conclusione del Basic Cadet Training. Il giuramento rimane immutato dalla sua adozione nel 1984 e consiste di una dichiarazione del codice, seguita dall'impegno di vivere onorevolmente (la frase "con l'aiuto di Dio" ora è facoltativa):
("Honor Code Handbook")
I cadetti sono considerati i "guardiani e servitori" del Codice. La dirigenza sceglie dei rappresentanti dell'onore dei cadetti, e coordina il sistema d'onore svolgendo corsi specifici e indagando sospette violazioni dell'onore. Qualsiasi cadetto del corso può essere chiamato a costituire un Honor board ("consiglio d'onore") come giurato che determini se un collega abbia violato il codice. I cadetti propongono anche le sanzioni per le violazioni. La sanzione presunta per una violazione d'onore è la radiazione, ma le circostanze attenuanti possono consentire che il trasgressore sia ammesso ad un periodo di prova (una sorta di sospensione condizionale della pena). Questa honor probation ("indagine d'onore") di solito è riservata ai cadetti dei primi due anni di Academy.
Per rimarcare l'importanza di onore, carattere e integrità per i futuri ufficiali, i cadetti ricevono un'ampia istruzione su carattere e leadership. Il Center for Character and Leadership Development dell'Academy eroga corsi, seminari, laboratori e programmi didattici basati sull'esperienza a tutti i cadetti, a partire da quando entrano nel Basic Cadet Training e costantemente fino all'ultimo semestre dell'Academy. I programmi del Center, abbinati all'Honor Code e all'Honor System, creano le fondamenta per quei "capi di carattere" che l'Academy aspira a produrre.

## Organizzazione
L'organizzazione dell'Academy è insolita sotto vari profili. Essendo prima di tutto un'unità militare, gran parte della struttura dell'Academy è analoga a quella di ogni altra base dell'Air Force. Questo è vero in particolare per le unità che non sono composte di cadetti — per lo più assegnate al 10th Air Base Wing — che si occupano dei servizi essenziali quali sicurezza, comunicazioni e servizi tecnici. Poiché però l'Academy è anche un'università, l'organizzazione della facoltà e dello stormo cadetti (Cadet Wing) ha alcuni aspetti molto simili a quelli della facoltà e di un corpo studentesco di un college civile.

### IlCadet Wing

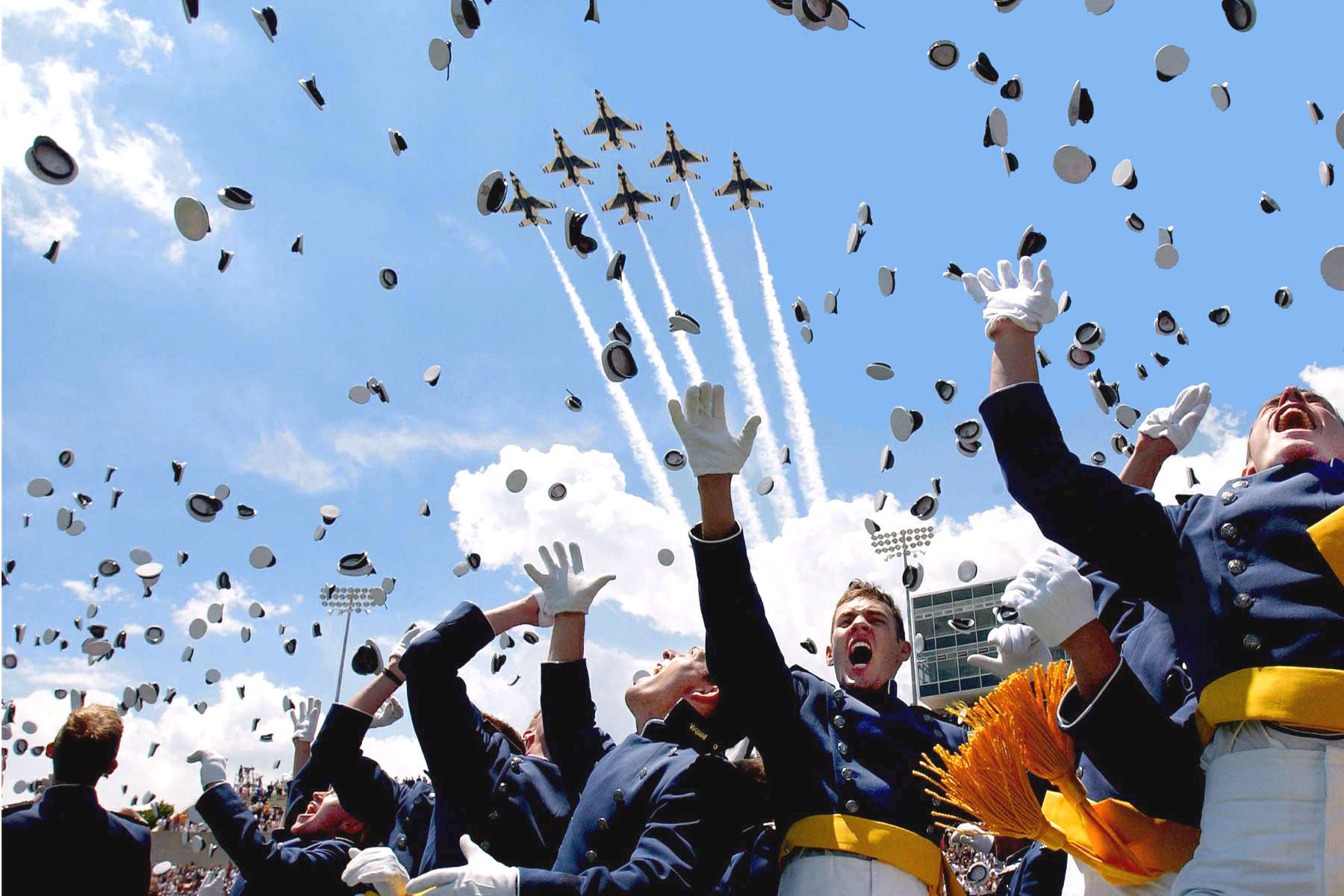
I cadetti dell'Air Force Academy festeggiano dopo aver ricevuto il diploma.

Il corpo studentesco dell'Academy è noto come Cadet Wing ("stormo cadetti"). Gli studenti, chiamati "cadetti", sono divisi in quattro classi, in base all'anno di scuola che frequentano, proprio come in un college. Non sono però chiamati freshmen, sophomores, juniors e seniors, ma, rispettivamente, cadetti di quarto corso (fourth class), terzo corso (third class), secondo corso (second class) e primo corso (first class). I cadetti del quarto corso (freshmen) sono spesso chiamati "doolies", vocabolo derivato dal greco antico δοῦλος ("doulos") che significa "schiavo" o "servo". I membri dei tre corsi inferiori (le classi dai numeri ordinali più alti) sono anche detti "4 degrees," "3 degrees" o "2 degrees" in base al loro corso. Gli studenti del primo corso (seniors) sono detti "firsties". Nella struttura militare del Cadet Wing, i cadetti del primo corso ricoprono la posizione di cadetti ufficiali, i cadetti del secondo corso fungono da cadetti sottufficiali e i cadetti di terzo corso rappresentano i cadetti sottufficiali di grado inferiore.
Il Cadet Wing è diviso in quattro gruppi (group), ciascuno composto di dieci squadriglie (squadron) cadetti. Ogni squadriglia comprende circa 110 cadetti, distribuiti in modo pressoché equo tra i quattro corsi. Selezionati cadetti del primo, secondo e terzo  corso svolgono rispettivamente compiti di comando, operativi e di supporto a livello di squadriglia, gruppo e stormo. I cadetti vivono, marciano e mangiano con i membri della squadriglia di appartenenza. Anche le competizioni sportive interne e l'addestramento militare sono svolti per squadriglie. Ogni squadriglia cadetti e gruppo cadetti è diretto da un ufficiale del servizio attivo scelto specificamente, chiamato Air Officer Commanding (AOC). Nel caso di una squadriglia cadetti, l'AOC è normalmente un maggiore Air Force del servizio attivo. Per un gruppo cadetti, l'AOC è normalmente un tenente colonnello del servizio attivo. Questi ufficiali hanno autorità di comando sui cadetti, li consigliano su problemi di leadership e carriera militare, e fungono da modelli per i futuri ufficiali. Oltre all'AOC, le squadriglie cadetti e i gruppi cadetti sono seguiti anche da un sottufficiale del servizio attivo conosciuto come Academy Military Trainer (AMT), che svolge mansioni simili a quelle dell'AOC.

### Organizzazione della base
Il Superintendent dell'Academy è il suo comandante e ufficiale di grado più elevato. Normalmente la posizione di Superintendent è ricoperta da un tenente generale del servizio attivo. Il ruolo del sovrintendente è grosso modo simile a quello del rettore di "università civile". Di conseguenza il Superintendent presiede a tutti gli aspetti dell'Academy, tra cui l'addestramento militare, la didattica, lo sport, le ammissioni e inoltre funge da comandante di installazione dell'Academy Reservation. L'Academy è una Direct Reporting Unit dell'Air Force, quindi il Superintendent dipende direttamente dal Chief of Staff of the Air Force.
Sono collaboratori diretti del Superintendent il Dean of the Faculty ("decano della facoltà") e il Commandant of Cadets, entrambi tipicamente con il grado di brigadier generale, ed anche il Director of Athletics, il comandante del 10th Air Base Wing e il comandante della Prep School, tutti tipicamente con il grado di colonnello. Il 10th Air Base Wings occupa di tutte le funzioni di supporto della base che esistono nelle altre basi aeree, tra cui ingegneria civile, comunicazioni, supporto medico, personale, amministrazione, sicurezza e servizi della base. La Preparatory School offre un programma accademico, atletico e militare per giovani (di ambo i sessi) qualificati che possono aver bisogno di qualche preparazione aggiuntiva prima di essere ammessi all'Academy. Tutti i programmi di volo sono a cura del 306th Flying Training Group, che fa capo all'Air Education and Training Command, assicurando uniformità di addestramento al volo rispetto al resto dell'Air Force.

### Board of Visitors
Il Congresso esercita il controllo sull'Academy attraverso un Board of Visitors (BOV, "comitato ispettivo"), costituito ai sensi del title 10, United States Code, section 9355. Il comitato indaga su morale, disciplina, curriculum, istruzione, equipaggiamento, attrezzatura fisica, affari fiscali, metodi didattici e altre materie riguardanti l'Academy. Il comitato si incontra almeno quattro volte l'anno e prepara relazioni semestrali contenenti le sue opinioni e raccomandazioni sottoposte contemporaneamente al segretario della difesa, alla commissione Forze Armate del Senato e alla commissione Forze Armate della Camera. I 15 membri del BOV sono variamente nominati dal presidente degli Stati Uniti, dal vicepresidente, dalle due commissioni parlamentari Forze Armate e dal presidente della Camera. Dal 2006 è previsto che il board comprenda almeno due diplomati dell'Academy. Nel 2009 la presidente della Camera Nancy Pelosi nominò membro del BOV il parlamentare del Colorado Jared Polis, il primo gay dichiarato che abbia ricoperto tale incarico.

## Addestramento militare

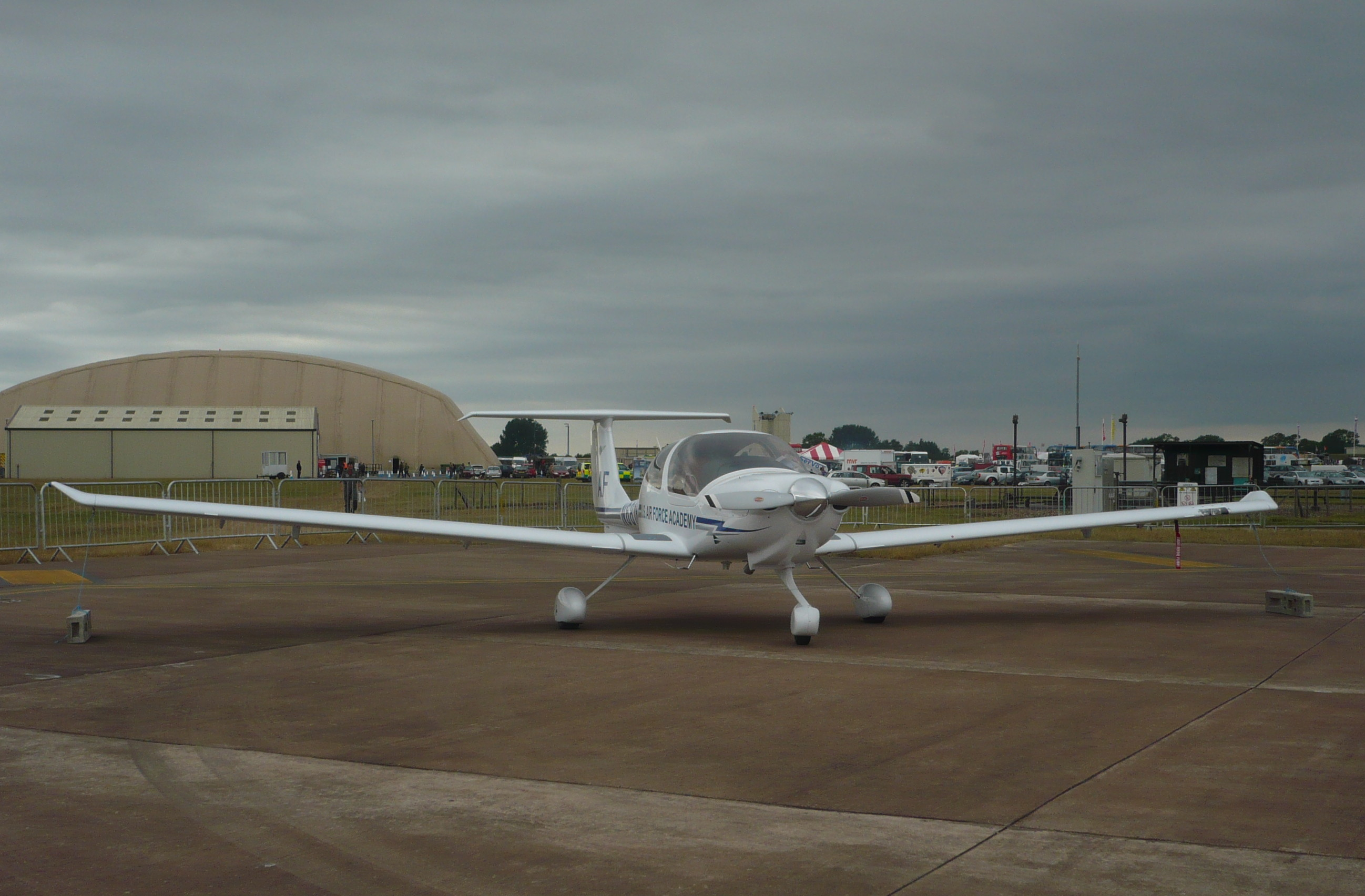
Un DA40 di USAFA a RIAT 2010.

L'addestramento militare dei cadetti si svolge per tutta la durata della loro permanenza all'Academy, ma è intenso specialmente nel corso delle quattro estati. La prima esperienza militare per i nuovi cadetti (chiamati "cadetti elementari") si svolge nelle sei settimane del Basic Cadet Training (BCT), nell'estate precedente all'anno del quarto corso (freshman, "matricola"). Durante il BCT, detto anche "bestia", i cadetti apprendono i rudimenti della vita militare e dell'Academy sotto la guida di un quadro di cadetti del primo e secondo corso. I basic cadet apprendono usi e cortesie militari, il modo consono di indossare l'uniforme, addestramento formale e cerimonie, e studiano scienze militari e si sottopongono ad un rigoroso programma di allenamento fisico. Nel secondo periodo di BCT i neofiti marciano fino a Jacks Valley, dove completano il programma in un ambiente di accampamento militare. Dopo il completamento del BCT, i basic cadet ricevono i loro distintivi per spallina del quarto corso, prestano l'Honor Oath ("giuramento d'onore") e sono formalmente accettati come membri del Cadet Wing.
L'anno del quarto corso (freshman) è tradizionalmente il più difficile dell'Academy, sul piano militare. Oltre al pieno carico degli studi universitari, sui cadetti di quarto corso ricadono gravose esigenze extra-corso. I cadetti di quarto corso devon imparare una gran mole di nozioni militari e collegate all'Academy e sono assoggettati a significative restrizioni su movimento e azioni — devono attraversare la Cadet Area solo su percorsi approvati (tra cui il fatto di stare sulle "strisce" di marmo sul Terrazzo) e interagire con i cadetti di corsi superiori mantenendo un rispetto molto specifico. L'anno del quarto corso termina con la Recognition, un evento fisicamente e mentalmente impegnativo che dura alcuni giorni e culmina nel conferimento ai cadetti del quarto corso del distintivo Prop and Wings ("elica e ali", che una volta era utilizzato dallo United States Army Air Service, antenato dell'USAF), che rappresenta l'ascensione al rango dei cadetti dei corsi superiori. Dopo la Recognition, le regole stringenti del quarto corso si allentano.
Passato il primo anno, i cadetti hanno più opzioni per l'addestramento militare estivo. Nell'anno tra il quarto e il terzo corso, i cadetti affrontano l'addestramento alle attività dell'Air Force in un ambiente esteso (chiamato Expeditionary Skills and Evasion Training [ESET]) e possono cimentarsi nel pilotaggio di alianti, addestramento alla guerra cibernetica, attività satellitari e spaziali, sistemi senza pilota, o addestramento col paracadute in caduta libera. Dalla fine degli anni 1960 fino alla metà degli anni 1990 i cadetti potevano anche completare l'addestramento SERE nel complesso Jacks Valley tra il quarto e il terzo corso. Questo programma fu sostituito dal Combat Survival Training (CST) nel 1995 e soppresso del tutto nel 2005. Nell'estate del 2008 fu reintrodotto il programma CST, ma fu ancora tolto nel 2011 e sostituito con l'ESET nell'estate del 2013 (il corso del 2015 fu il primo a partecipare all'ESET). Nelle ultime due estati di corso, i cadetti possono fungere da quadro BCT, visitare basi Air Force del servizio attivo e partecipare a numerosi altri programmi di ricerca, aviazione e leadership. Possono anche partecipare a corsi di altre forze armate, come la Airborne School a Fort Benning  (Georgia), o la Air Assault School, a Fort Campbell (Kentucky), entrambi dello U.S. Army.
Durante l'anno accademico tutti i cadetti frequentano corsi formali di teoria militare, attività militari e leadership.

## Didattica

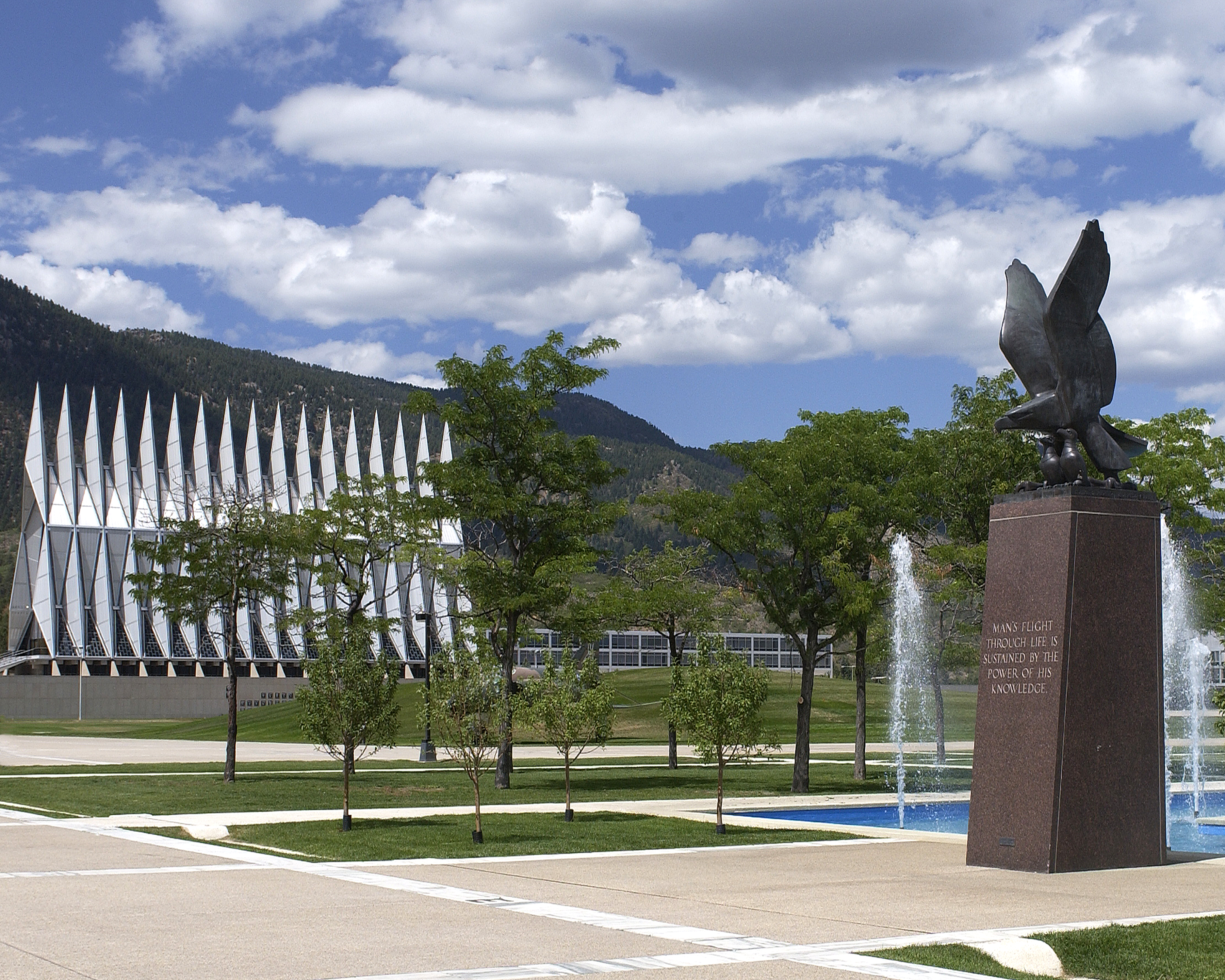
La statua dell'Aquila con gli aquilotti al lato sud degli Air Gardens riporta la massima Man's flight through life is sustained by the power of his knowledge ("Il volo dell'uomo lungo la vita è sostenuto dalla forza del suo sapere").

L'Air Force Academy è un'università riconosciuta con corsi quadriennali che possono conferire il bachelor's degree di varie discipline. Il corpo docente è composto al 70% di ufficiali Air Force in servizio attivo, e la quota rimanente di professori civili cattedratici, professori invitati da "università civili" e istruttori provenienti da altre forze armate USA e di Paesi stranieri alleati. Negli ultimi anni, i civili hanno acquisito una consistenza crescente nel senato accademico.
Ogni Dean of the Faculty (decano della facoltà, equivalente al provost di molte università) è sempre stato un brigadier generale del servizio attivo, benché tecnicamente la posizione possa essere ricoperta da un civile. Il Dean, il Vice Dean, ed ogni membro di dipartimento accademico detengono il grado accademico di Permanent Professor. I Permanent Professor sono nominati dal Presidente degli Stati Uniti e possono prestare servizio fino a 64 anni.
Tutti i diplomati, a prescindere dalla specializzazione, ricevono il titolo di Bachelor of Science, per il contenuto tecnico dei requisiti principali di ciascun corso. I cadetti possono scegliere tra una quantità di specializzazioni, tra cui ingegneria, scienze di base, scienze sociali e umanistiche, oltre a una quantità di materie di divisione o interdisciplinari. Il programma accademico prevede un ampio numero di insegnamenti fondamentali, per cui ogni cadetto deve acquisire competenze in scienze, ingegneria, scienze sociali, materie umanistiche, studi militari ed educazione fisica. Circa il sessanta per cento del carico di studio di un cadetto è vincolato dal curriculum principale. Di conseguenza, la maggior parte dei primi due anni di un cadetto sono occupati da corsi fondamentali (cioè obbligatori). I requisiti fondamentali rimangono significativi anche al terzo e quarto anno, però da quel momento i cadetti hanno maggior flessibilità nel dedicarsi alle principali aree di studio, e possono così partecipare a programmi di scambio internazionali o inter-arma dell'Academy.
Tradizionalmente, il programma accademico dell'Air Force Academy (al pari delle accademie militari in generale) ha dato gran rilievo a scienza e ingegneria, presupponendo che molti diplomati avrebbero dovuto gestire complessi sistemi aerei, spaziali e informatici. Di conseguenza, i programmi di ingegneria sono stati tradizionalmente molto quotati. Con l'andare del tempo, però, l'Academy ha ampliato la sua offerta umanistica. Circa il 55% dei cadetti tipicamente sceglie specializzazioni in discipline non-tecniche. La recente introduzione all'accademia di un programma di sicurezza informatica può rappresentare un ritorno alle tradizioni.
La ricerca finanziata dall'esterno all'Air Force Academy è stata una parte grande e crescente delle specializzazioni tecniche. L'Air Force è stata in testa alle università quanto a finanziamenti federali, come riporta la  National Science Foundation,superando i 60 milioni di dollari nel 2010. Molti cadetti sono impegnati nella ricerca attraverso la loro specializzazione, coordinati in più di dieci centri di ricerca dell'Academy, tra cui Institute for Information Technology Applications, Institute for National Security Studies, Air Force Humanities Institute, Eisenhower Center for Space and Defense Studies, Life Sciences Research Center, Academy Center for Physics Education Research, ed altri ancora.

## Sport

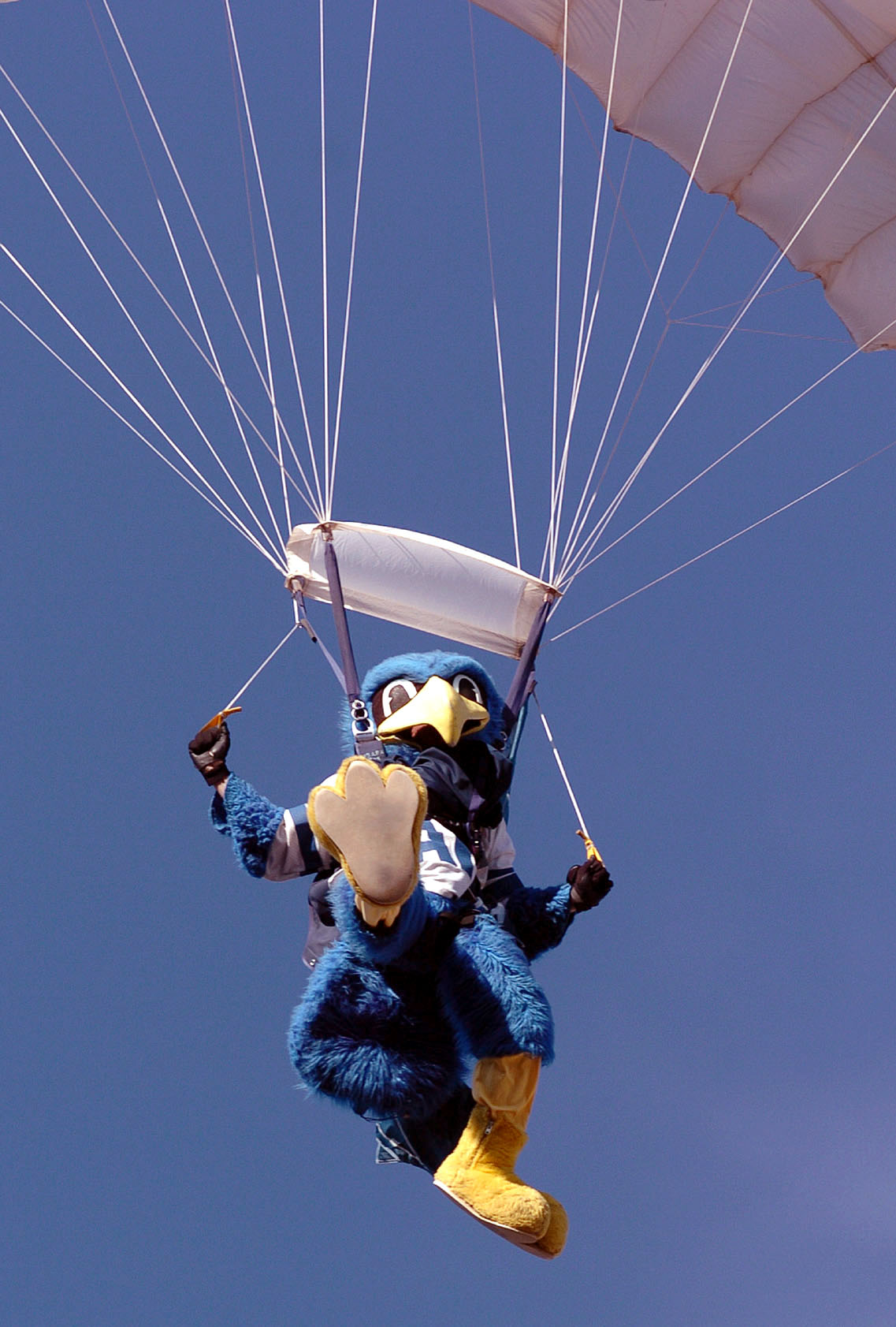
United States Air Force Academy Mascot

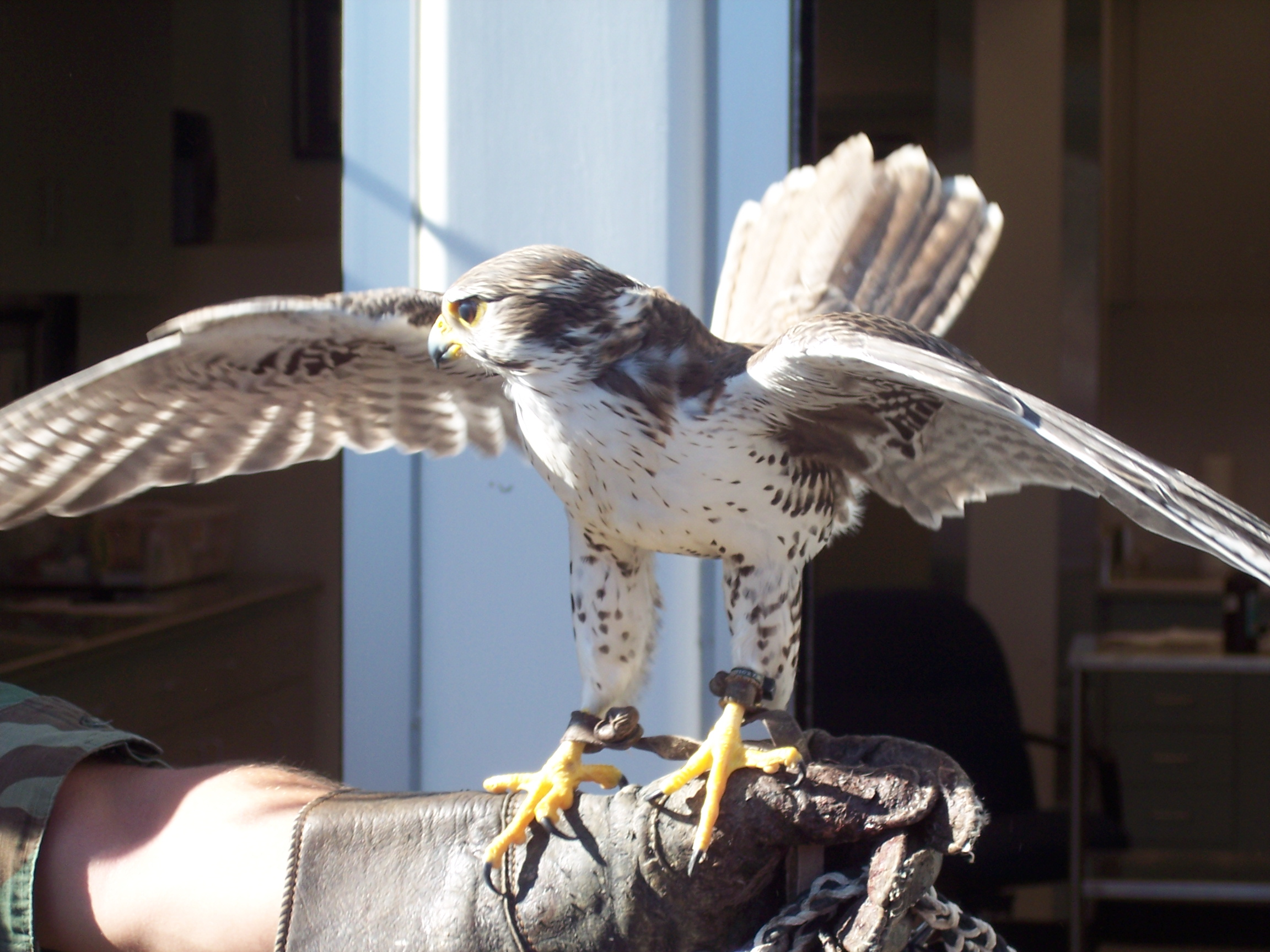
Echo, uno dei falchi delle praterie ammaestrati che USAFA tiene come mascotte.

Tutti i cadetti dell'Academy partecipano al ricco programma sportivo della scuola. Il programma è concepito per migliorare la condizione fisica di tutti i cadetti, per sviluppare le attitudini fisiche necessarie al loro futuro ruolo di ufficiali, per apprendere la leadership in un ambiente competitivo e per forgiare il carattere. Gli elementi principali del programma atletico sono le gare inter-universitarie, le competizioni interne, l'educazione fisica, e i test di condizione fisica.

### Educazione fisica
I cadetti devono seguire insegnamenti di educazione fisica in tutti e quattro gli anni di Academy. I corsi abbracciano un ampio raggio di attività: nuoto e sopravvivenza acquatica aumentano l'autostima e insegnano importanti abilità di sopravvivenza. Discipline di combattimento come pugilato, lotta, judo e combattimento corpo a corpo aumentano l'autostima, insegnano a controllare l'aggressività e sviluppano la forma fisica. I cadetti seguono anche corsi di sport di squadra coma la pallacanestro e il calcio, e di sport da praticare tutta la vita come il tennis e il golf e di fisiologia dell'esercizio fisico.

### Test di condizione fisica
Ogni semestre, i cadetti devono superare due test atletici di condizione fisica: una corsa di 1,5 miglia (2,4 km) per misurare il massimo consumo di ossigeno, ed un fitness test fisico di 15 minuti, in 5 esercizi, consistente di trazioni alla sbarra, un salto in lungo da fermo, sit-up, piegamenti e uno sprint di 600 iarde (550 m). Il mancato superamento di un test di solito comporta che il cadetto sia sottoposto al ricondizionamento finché sia in grado di superarlo. Ripetuti fallimenti portano all'esclusione dall'Academy.

### Gare interne
Tutti i cadetti devono partecipare a competizioni sportive interne per tutta la permanenza all'Academy, a meno che non siano impegnati nella stagione di gare inter-universitarie. Negli sport "intramurali" le squadriglie di cadetti gareggiano reciprocamente in varie discipline, tra cui basket, corsa campestre, flag football, hockey su ghiaccio, racquetball, flickerball, rugby a 15, pugilato, calcio, mountain biking, softball, pallamano, tennis, ultimate, wallyball e pallavolo. Vincere il Wing Championship di un dato sport è motivo di particolare orgoglio per una squadriglia cadetti.

### Gare interuniversitarie
Il programma intercollegiate ("interuniversitario") ha 17 squadre maschili e 10 squadre femminili iscritte NCAA, soprannominate i (le) Falcons. Le squadre maschili gareggiano in football, pallacanestro, hockey su ghiaccio, corsa campestre, scherma, golf, ginnastica, atletica leggera (anche indoor), lacrosse, calcio, nuoto e tuffi, tennis, pallanuoto e lotta. Le squadre femminili comprendono pallacanestro, corsa campestre, scherma, ginnastica, atletica leggera (anche indoor), nuoto e tuffi, calcio, tennis e pallavolo. L'Academy schiera una squadra mista di tiro a segno. Inoltre l'Academy sostiene anche due programmi estranei alla NCAA: cheerleading e pugilato. L'Academy ha anche diversi club sportivi, come il rugby, che competono con altre università.
I programmi maschili e femminili gareggiano in pima divisione NCAA, con la squadra di football (americano) che milita nella Division I FBS. Molte squadre fanno parte della Mountain West Conference; la squadra di lotta è nella Big 12 Conference, le squadre di ginnastica competono nella Mountain Pacific Sports Federation; la squadra maschile di calcio compete nella Western Athletic Conference; la squadra maschile di hockey gareggia nell'Atlantic Hockey, la squadra di pallanuoto gareggia nella Western Water Polo Association, la squadra mista di tiro a segno gareggia nella Patriot Rifle Conference, e la squadra maschile di lacrosse partecipa alla Southern Conference. La squadra maschile di pugilato compete nella National Collegiate Boxing Association. Per diversi anni solo le squadre maschili gareggiavano in prima divisione. Le squadre delle donne gareggiavano in seconda divisione e una volta appartenevano alla Continental Divide Conference, in seguito Colorado Athletic Conference. In forza alla nuova normativa NCAAA, a partire dal 1966 anche le squadre femminili gareggiarono in prima divisione.

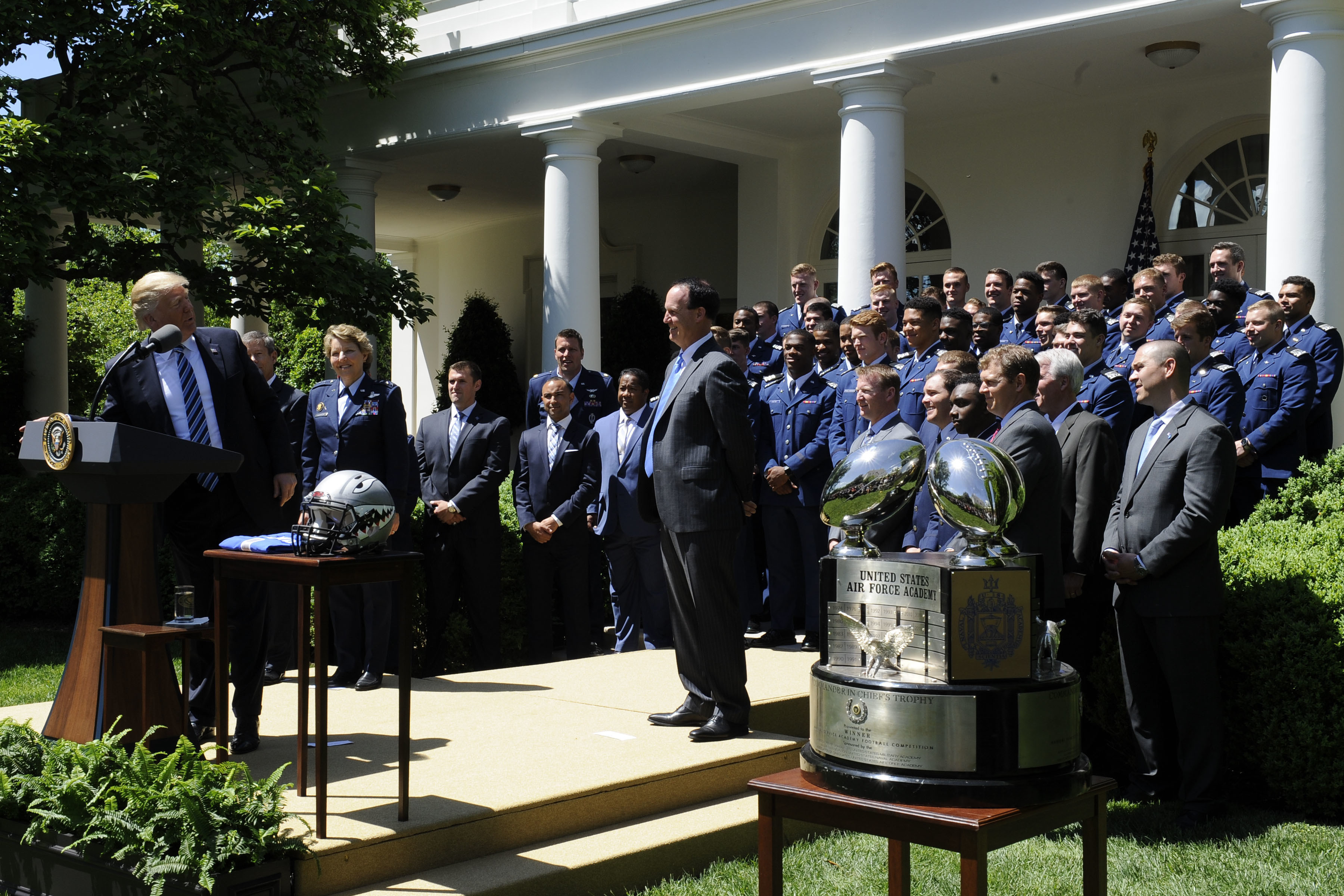
Consegna del Commander in Chief's Trophy agli Air Force Falcons, 2 maggio 2017.

L'Air Force ha una tradizionale rivalità di forza armata con Navy e Army. Le tre accademie militari competono ogni anno per il Commander-in-Chief's Trophy di football americano. L'Air Force Falcons football ha il miglior "medagliere" fra le tre forze armate, avendo vinto il trofeo 18 volte su 34 edizioni. L'Academy ha poi una rivalità a livello di Stato con la Colorado State University, situata a Fort Collins e anch'essa membro della Mountain West Conference.
La squadra di pugilato, guidata per 31 anni dall'allenatore Ed Weichers, ha vinto 18 campionati nazionali. Gli Academy's men's and women's rugby teams hanno vinto più volte i rispettivi campionati nazionali, e la squadra femminile ha avuto recentemente due giocatrici selezionate per la nazionale degli Stati Uniti. La squadra di football americano ha giocato in 17 bowl game e la squadra di pallacanestro maschile ha avuto risultati brillanti in numerosi anni recenti, qualificandosi per il torneo NCAA, e, nell'ultimo periodo, arrivando alla semifinale del 2007 NIT Tournament. La squadra maschile di hockey su ghiaccio ha vinto gli ultimi due tornei della Atlantic Hockey conference, fatto la prima apparizione assoluta di un'accademia militare nel torneo hockey NCAA del 2007, replicando l'impresa nel 2008. L'Air Force Academy's Men's Hockey team ha recentemente perso ai tempi supplementari dell'"Elite Eight" di hockey. Questo ha segnato il punto più alto raggiunto dal loro nei play-off nella storia della scuola e il punto più alto raggiunto da una squadra dell'Atlantic Hockey Association nei play-off.
Nel 2014, la Academy Superintendent tenente generale Michelle Johnson reagì alle segnalazioni di abusi sessuali e uso di stupefacenti in una festa del dicembre 2011 richiedendo una revisione dell'Athletic Department da parte dell'Inspector General.

## Scuola piloti

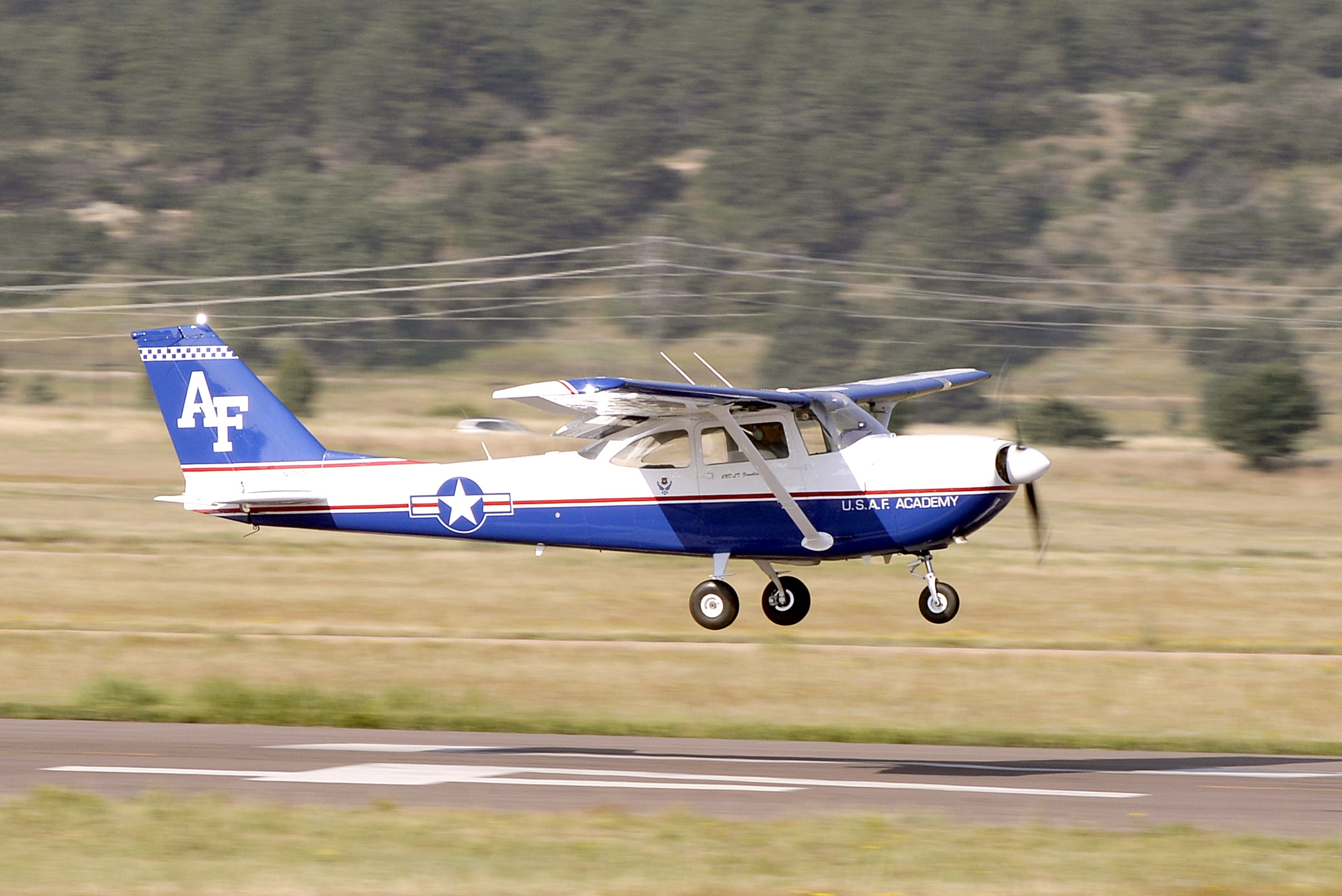
Un Cessna T-41D del 557th Flying Training Squadron.

I cadetti hanno l'opportunità di partecipare a varie attività propedeutiche al pilotaggio, tra cui volo a vela, paracadutismo, e volo a motore. Le attività di scuola piloti dell'Academy sono per lo più a cura del 306th Flying Training Group.
Il 94th Flying Training Squadron addestra i cadetti nei principi elementari del pilotaggio attraverso alcuni voli con alianti TG-16A. Ogni anno vengono selezionati alcuni studenti di volo a vela per diventare piloti istruttori che insegnino ai nuovi corsi di studenti di volo a vela. Alcuni di questi cadetti piloti istruttori gareggiano anche nel Soaring Racing Team o nell'Acrobatic Team in competizioni nazionali.
I cadetti possono anche frequentare corsi di paracadutismo svolti dal 98th Flying Training Squadron. Ogni anno centinaia di cadetti conseguono il brevetto Basic Parachutist Badge eseguendo i cinque lanci in programma. Alcuni cadetti vengono prescelti per ulteriore addestramento che li porterà a far parte di The Wings of Blue, lo U.S. Air Force Parachute Team ("Squadra di paracadutismo sportivo USAF").
C'è anche un corso di volo a motore presso il 557th Flying Training Squadron, per esporre ai cadetti le nozioni basse del volo a motore. Si impiegano velivoli T-53A per impartire ai cadetti l'addestramento di volo elementare e dar loro l'opportunità di volare anche senza istruttore. Lo U.S. Air Force Academy Flying Team è composto di circa 26 cadetti selezionati per gareggiare nelle competizioni della National Intercollegiate Flying Association. Il Flying Team impiega apparecchi T-41D e T-51A per competere in prove di atterraggio di precisione, navigazione e lancio di messaggi (lancio di contenitori su un bersaglio da una quota di 200 piedi, cioè 60 m circa).

## Ammissione
Per poter aspirare ad entrare all'Academy, un candidato (o candidata) deve:
- Essere un cittadino degli Stati Uniti (a meno che non sia proposto da un'autorità di un Paese invitato dal Department of Defense)[60]
- Essere celibe/nubile e non avere persone a carico
- Essere di buon carattere morale
- Aver compiuto almeno 17 anni, ma meno di 23 anni alla data del 1 luglio dell'anno di entrata
- Possedere elevate qualità di leadership, accademiche, fisiche e mediche.

Oltre al normale procedimento di domanda d'iscrizione, tutti i candidati devono ottenere una designazione all'Academy, normalmente da un senatore degli Stati Uniti o da un rappresentante degli Stati Uniti. Ogni membro del Congresso e il Vice Presidente possono avere cinque designati che frequentano l'Air Force Academy in qualunque momento. Il procedimento per ottenere una designazione del Congresso non è politico e i candidati non hanno bisogno di conoscere il "loro" senatore o rappresentante per ottenere una designazione. Altri posti di designazione sono a disposizione dei figli di militari di carriera, figli di veterani invalidi o veterani
morti in combattimento o figli di insigniti di Medal of Honor. La procedura di ammissione è piuttosto lunga e i candidati di solito iniziano a presentare la domanda quando sono al terzo anno di high school.

### Dimensione dei corsi
I cadetti ammessi al primo corso (1959) furono 306. Nel 1961 la dimensione del corso scese a 271, ma per la necessità di ufficiali imposta dalla Guerra del Vietnam, crebbe a 745 ammessi nel 1970,  nel 1974 arrivò a 1 620 e nel 1975, con 1 626, raggiunse il più alto numero mai ammesso. Dopo quel momento le dimensioni dei corsi si contrassero a circa 1 300. Nonostante dei picchi di 1 350 (ammessi nel 2004) e di 1 418 (ammessi nel 2005), dal 1995 al 2005 i corsi ebbero in media 1 250 "matricole". Il corso 2013 (iniziato nel 2009) ne ebbe 1 286 e il corso 2014 (iniziato nell'autunno 2010) ne ebbe 1 285. Nel 2011 furono disposti ulteriori tagli, così nel 2012 il corso che iniziava (quello del 2016) fu ridotto a 1 050. L'attuale corso (quello del 2022) iniziò con 1 286 studenti, che si ridussero a 1 282 al termine del BCT.

## Tradizioni

Il distintivo tradizionale Prop and Wings attualmente utilizzato alla U.S. Air Force Academy

### Long Blue Line
Gli ex allievi dell'Academy sono anche noti come la Long Blue Line ("lunga linea azzurra").

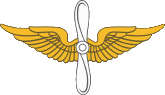
La versione originale di Prop and Wings, impiegata dagli avieri dello U.S. Army.

### Prop and Wings
Il distintivo Prop and Wings ("Elica e ali"), già usato da Air Service (1918–26), Air Corps (1926–41), e Army Air Forces (1941–47), in seguito è diventato il distintivo dei cadetti delle classi superiori all'Air Foce Academy, a partire dalla first class (quarto anno) del 1959. Il distintivo viene consegnato ai cadetti del quarto corso ("matricole", o freshmen nell'espressione inglese) nella Recognition Ceremony alla fine del rito di passaggio del primo anno. Il distintivo ordinario usa il disegno già adottato dall'Air Corps, salvo che è tutto argentato, mentre quello originario aveva le ali dorate e l'elica argentata. I cadetti i cui antenati prestarono servizio nell'Air Service, Air Corps, o Army Air Forces, e quelli che discendono da diplomati Air Force Academy, possono essere autorizzati a indossare l'antico distintivo oro-argento appena descritto.

### Sciabola da cadetto
La sciabola da cadetto dell'Air Force Academy è portata dai cadetti di primo corso (senior) in posizione di comando nel Cadet Wing. Normalmente tutti i diplomati possono ottenere fino a due sciabole: una per uso personale, un'altra da regalare. Il Plaque and Sabre Award è il sommo riconoscimento tributato dal Cadet Wing a dignitari ed altre persone illustri.

### Anello del corso

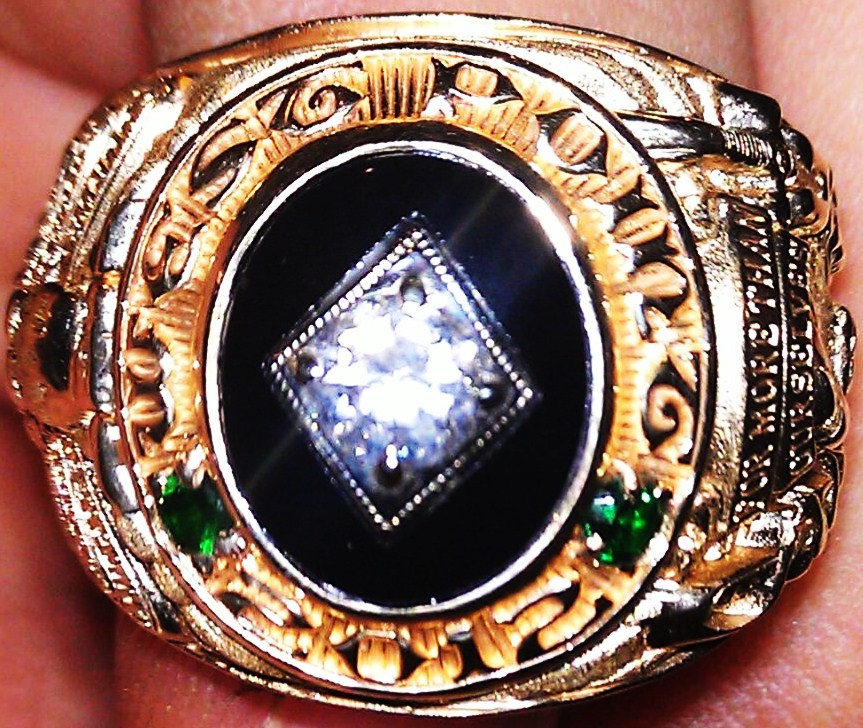
Anello del corso 2012 di West Point, For More Than Ourselves.

La tradizione dei college americani riguardo all'anello del corso iniziò con il corso del 1835 della U.S. Military Academy. Da allora, si diffuse alla U.S. Naval Academy nel corso del 1869. L'Air Force Academy proseguì la tradizione, a partire dal primo corso, 1959, e quindi è l'unica accademia militare ad aver avuto anelli del corso per ogni corso dalla sua fondazione. L'anello dell'Air Force si distingue da quello delle altre forze armate perché è in oro bianco, mentre le altre accademie usano il giallo. Ogni corso disegna il proprio stemma; l'unico vincolo è che ogni stemma riporti gli elementi di quello del 1959: il numero del corso, l'anno del corso, la stella polare e l'aquila. Un lato dell'anello reca lo stemma dell'accademia, l'altro lato reca lo stemma del corso; il quadrante centrale contiene la scritta "United States Air Force Academy". I cadetti scelgono la pietra che preferiscono per il centro del loro anello. Gli anelli vengon consegnati al Ring Dance ("Ballo dell'anello") al principio dei festeggiamenti della Graduation Week ("Settimana del diploma") per il corso precedente a quello di chi riceve l'anello. Gli anelli tradizionalmente vengono messi in bicchieri di champagne e vengono presi con i denti dopo un brindisi. Durante l'anno del primo corso (senior) del cadetto, l'anello è portato con lo stemma del corso davanti a chi l'indossa; dopo il diploma, si gira l'anello in modo che lo stemma del corso sia rivolto all'esterno. Gli anelli di tutte le accademie furono originariamente concepiti per essere portati sulla mano sinistra, in modo che chi lo indossa legga il nome dell'accademia sul centro mentre un cadetto o un midshipman possa leggerlo dopo il diploma, gli anelli oggi si portano anche sulla destra. La Association of Graduates (AOG, "Associazione dei diplomati") dell'Academy raccoglie gli anelli dei diplomati deceduti, che vengono fusi per formare un lingotto di oro bianco dal quale saranno ricavati tutti i futuri anelli. Ci sono anelli di corso in esposizione sia presso l'Association of Graduates dell'accademia sia presso l'Academy Library (biblioteca).

## Controversie

### Scandali d'onore
Il primo scandalo d'onore scoppiò nel 1965, quando un cadetto dimissionario riferì di sapere che più di 100 cadetti che erano coinvolti in una catena di imbrogli. Centonove cadetti finirono espulsi. Scandali di imbrogli afflissero l'Academy ancora nel 1967, 1972, 1984, 2004, 2007, 2012, e 2014. Dopo ciascuno di questi fatti, l'Academy esaminò accuratamente l'eziologia degli imbrogli di massa oltre alle asserite pressioni eccessive che il sistema accademico del tempo esercitava sui cadetti, e apportò cambiamenti per cercare di ridurre la possibilità di futuri incidenti.

### Denunce di molestie sessuali, aggressioni e sessismo
Lo scandalo delle aggressioni sessuali scoppiato nel 2003 obbligò l'Academy a guardare più da vicino quanto efficacemente fossero state integrate le donne nella vita dei cadetti; i problemi di aggressioni sessuali, nonnismo dei cadetti maschi, e i procedimenti disciplinari di questo periodo furono esposti in un libro scritto nel 2010 da un ex cadetto. Dopo lo scandalo e le crescenti preoccupazioni circa le aggressioni sessuali in tutte le forze armate USA, il Department of Defense istituì una task force per indagare su molestie e aggressioni sessuali in ciascuna delle accademie militari degli Stati Uniti. Il rapporto rivelò anche 92 episodi di riferita aggressione sessuale. Allo stesso tempo l'Academy realizzò programmi per combattere l'aggressione sessuale, le molestie, e il pregiudizio sessuale. I nuovi programmi incoraggiano attivamente l'immediata denuncia di aggressione sessuale. Le decisive azioni dell'Academy per ottenere la tolleranza zero furono approvate da autorità ed esperti.
Dopo la crisi del 2003 il Department of Defense prese in esame il problema di molestie e aggressioni sessuali nelle accademie militari. Il Department of Defense affermò che il programma aveva avuto successo però nell'anno scolastico 2010-11 ci furono sempre più denunce di aggressioni sessuali all'accademia; del resto, un obiettivo del programma è proprio incoraggiare un maggior numero di denunce. Ci sono stati vari tentativi di perseguire cadetti per stupro dal 2003, ma solo tre hanno portato a effettive condanne, citando il programma informativo confidenziale svolto dal 2011-2012. Il programma di informatori era guidato dall'ex agente AFOSI Brandon Enos, il più abile agente AFOSI della storia dell'Academy nel combattere le aggressioni sessuali e l'uso di droga tra i cadetti. Dopo che il programma di informatori fu misteriosamente abbandonato nel 2013 su ordini del generale Johnson, le denunce di aggressione sessuale si dimezzarono. Il 5 gennaio 2012 furono denunciati per stupro alcuni cadetti in tre casi indipendenti. Per cercare di combattere questi problemi, lo United States Air Force Office of Special Investigations (AFOSI) creò un sistema di cadetti informatori per perseguire le malefatte tra gli studenti. Secondo The New York Times nell'anno accademico 2014, "dopo che il programma di informatori terminò senza ulteriori condanne, le denunce si dimezzarono."
The New York Times ha citato una lettera al Congresso dell'ex agente AFOSI, Staff Sergeant Brandon Enos, che diceva che il tenente generale Michael C. Gould, sovrintendente dal 2009 al 2013 ed ex quarterback della squadra, avrebbe reiteratamente interferito in casi che riguardavano giocatori di football. A sua volta Gould disse al Times che l'insinuazione che lui avrebbe interferito nelle indagini era "ridicola". In un rapporto dal Pentagono del giugno 2016 Gould fu trovato colpevole di aver interferito nelle indagini AFOSI dal 2011-2012, anche bloccando un'indagine sugli allenatori di football. Gould fu destituito dal College Football Selection Committee ma riuscì a salvare il suo assegno pensionistico.
Questi ed altri problemi scossero ancora l'opinione pubblica nazionale nell'estate del 2014, quando The Gazette svelò un'indagine sul comportamento di cadetti e personale dell'Academy che comprendeva asserzioni di uso di droga, abuso di alcol, imbrogli e aggressioni sessuali. Questo comportamento, descritto come "così fuori controllo che i capi di AFOSI annullarono un'operazione sotto copertura progettata nel 2012 per il timore che agenti sotto copertura e informatori confidenziali ad una festa non sarebbero stati sufficienti a proteggere le donne dallo stupro," indusse il sovrintendente dell'Academy a promuovere un'inchiesta sul dipartimento sportivo dell'Academy.

### Atmosfera religiosa
Nel 2005 emersero notizie di cadetti e membri del personale evangelicali che si davano da fare concretamente per fare proselitismo religioso in Academy. Tali affermazioni, assieme a perplessità sull'atteggiamento dell'Air Force su altri temi religiosi, spinsero il diplomato dell'Academy Michael L. Weinstein ad iniziare una causa contro l'Air Force. Una commissione dell'Air Force indagò sulle accuse ed emise una relazione il 22 giugno 2005. L'indagine della commissione trovò un "clima religioso che non comporta esplicita discriminazione religiosa, ma un'insufficiente capacità di soddisfare le esigenze di tutti i membri e l'incertezza sulla linea di demarcazione che dovrebbe sussistere tra espressioni di credo religioso consentite e non consentite." Tra gli elementi scoperti nell'indagine: commenti antisemiti, patrocinio ufficiale di una proiezione del film La passione di Cristo e lo striscione in uno spogliatoio secondo il quale gli atleti dell'accademia gareggiavano per il "Team Jesus". Reagendo ai risultati dell'inchiesta, l'Air Force diffuse nuove linee guida volte a sconsigliare preghiere pubbliche ad eventi o incontri ufficiali, e facilitare la pratica di religioni non-cristiane.
Nel 2010 l'accademia allestì una zona di culto all'aperto affinché i cadetti che seguono Wicca, druidismo, o altre religioni collegate alla terra di praticare le rispettive fedi.
Un sondaggio del 2010 trovò che il 41 per cento di cadetti di accademia che si identificavano come non-cristiani riferirono di essere stati oggetto di indesiderato proselitismo religioso almeno una-due volte nell'ultimo anno scolastico. I risultati del sondaggio, però, mostravano che il numero di cadetti che si sentivano sollecitati in attività religiose era diminuito rispetto agli anni precedenti. Il parlamentare del Colorado Mike Coffman criticò l'accademia per la sua reticenza sui dati del sondaggio.
Nel 2012, 66 Rappresentanti repubblicani protestarono contro le direttive poste in essere nel precedente settembre per ridurre gli obblighi di partecipare a eventi religiosi.

### Episodi di nonnismo
A partire dal 2012 l'Air Force Academy fu oggetto di un'intensa campagna di opinione sfavorevole per i rituali ufficiosi di nonnismo praticati fra cadetti. Dopo l'inchiesta del 2014 su nonnismo, abuso di alcol, ed imbrogli che aveva riguardato la squadra di football dell'Academy, altre inchieste del 2017 e del 2018 su altre squadre del dipartimento sportivo svelarono comportamenti simili nelle squadre maschili dell'Academy di lacrosse e di nuoto. Oltre alla sospensione per il personale istruttore della squadra di lacrosse, i cadetti "senior" delle squadre di lacrosse e di nuoto hanno subìto il rinvio, e la potenziale revoca, del loro diploma e della nomina ad ufficiali, mentre l'Air Force procede nella sua indagine interna. In una comunicazione dell'aprile 2018 sullo scandalo nonnismo inviata
al Board of Visitor, che riferisce i risultati al Pentagono e al Congresso, l'Academy Superintendent tenente generale Jay Silveria dichiarò: "I tempi sono cambiati, e alcuni di questi rituali sono arrivati al punto di essere completamente, ridicolmente inappropriati."